# Sant Loís e Paraon
Sant Loís e Paraon (en francès Saint-Louis-et-Parahou) és un municipi de la regió d'Occitània, al departament de l'Aude.